# Guarea casimiriana
Guarea casimiriana  es una especie de planta con flor en la familia de las Meliaceae. 

## Hábitat
Es endémica de Perú. Está amenazada por pérdida de hábitat.
Es un pequeño árbol confinado en el Amazonas peruano a Yurimaguas en el departamento de Loreto.
Aparentemente, sólo se conoce el espécimen tipo.

## Taxonomía
Entandrophragma casimiriana fue descrita por (Welw.) C.DC. y publicado en Das Pflanzenreich 19bI: 133, 177. 1940.
Sinonimia
- Guarea poeppigii C.DC.[3]